# データブック
データブック、データシートおよびスペックシート
- 各種の統計資料や記録をひとまとめにした書籍。
- 半導体メーカーが発行している製品の各種情報をまとめた書籍
- 化学物質や化学物質が含まれる原材料などを安全に取り扱うために必要な情報を記載したもの

## 半導体におけるデータブック

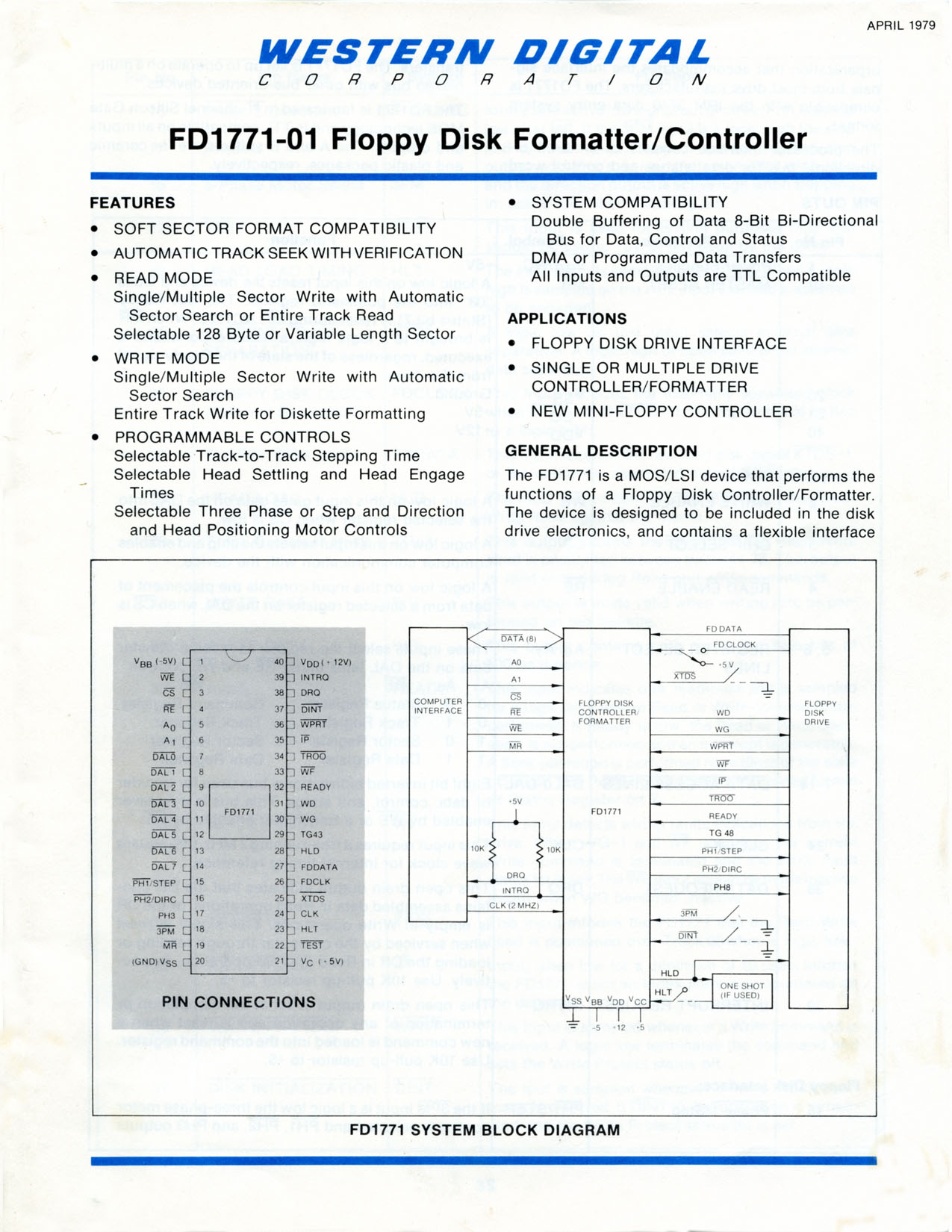
フロッピーディスクコントローラーのデータシート（データブック）

半導体メーカーが発行するデータブックとは、メーカーが生産している半導体の諸元ならびに応用例などを一冊にまとめた書籍である。かつては書籍として販売あるいは無償で配布されていたが、現在ではメーカーのwebサイトにおいてPDFで個別のデータシートを配布する形態に変わってきている。

### 主な記載内容
- 半導体の名称
- 最大定格などの諸元
- 各種電気的特性の測定例
- タイミングチャート
- パッケージ及びピン配列
- 参考回路
- アプリケーションノート
- 他社相当品との互換表
- 実装時の各種注意事項
- 生産中止品の代替情報
- 品質保証体制の説明
- 仕様毎の型番表示の解説（民生品とMIL品での表示の差異など）

### 半導体メーカーが配布するその他の資料
- セレクションガイド（最低限必要な諸元のみをリスト化し、検索の用に供する物）
- ユーザーズマニュアル（規模の大きい半導体に対して個別に発行する。あるいは開発ツールのマニュアルなど）